# Francis Penrose
Francis Cranmer Penrose (Lincoln, 1817-Wimbledon, 1903) fue un arquitecto y arqueólogo inglés.

## Biografía
Nacido el 29 de octubre de 1817 en Bracebridge, cerca de Lincoln, tras estudiar arquitectura con Edward Blore y proseguir sus estudios en el Magdalene College de Cambridge, donde obtuvo una beca para viajar, pasó varios años en Francia, Alemania, Italia y Grecia. En 1816 entregó al Royal Institute of British Architects una primera memoria sobre The Curved Lines of Parthenon, que seguía los estudios previamente publicados por Allason y John Pennethorne, y que apareció de forma simultánea con el estudio del Partenón de Paccard.

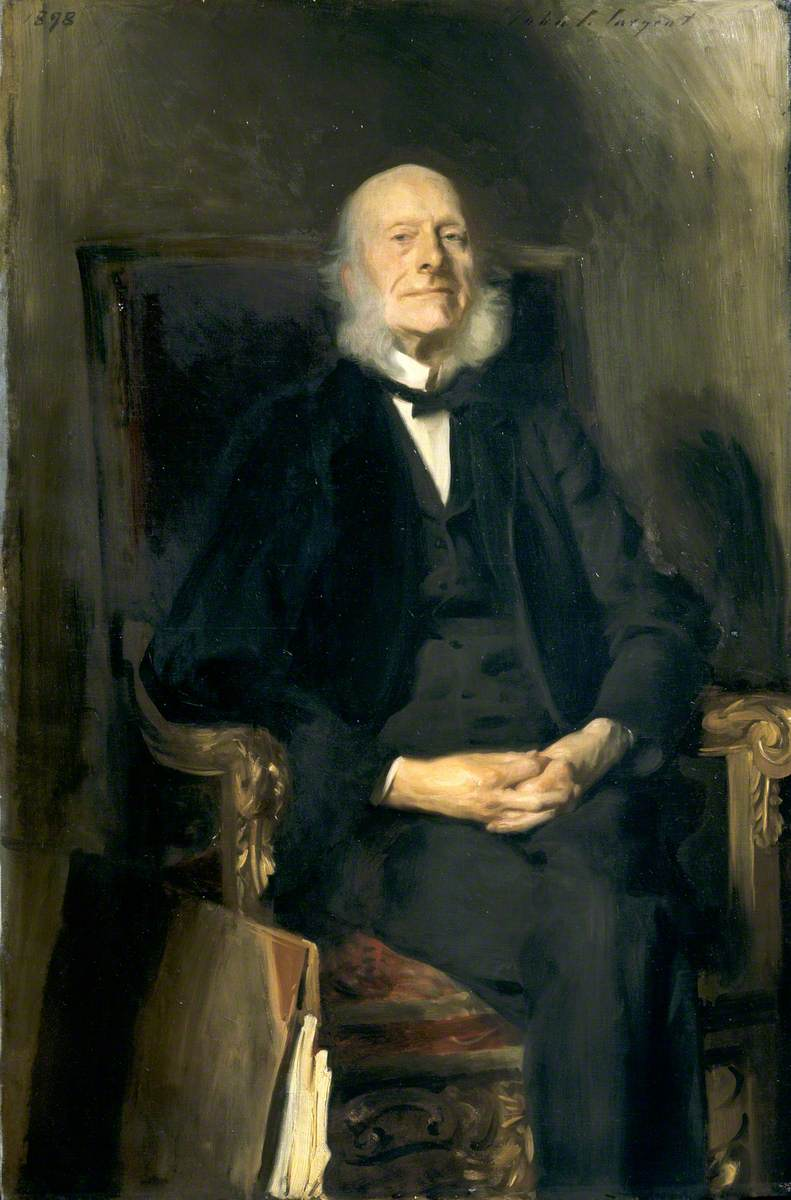
Retratado por John Singer Sargent

La Society of Dilettanti de Londres le brindó entonces a Penrose la oportunidad de completar sus estudios sobre monumentos antiguos de Grecia enviándolo a Atenas, a sus expensas, equipado con los instrumentos necesarios para verificar los resultados de su primera investigación.
La Society of Dilettanti publicó, en 1851, la obra principal de Penrose, titulada The Principles of Athenian Architecture, a la que siguieron poco después unas memorias tituladas Optical and Geometrical Corrections of the Greek Architects.
Fueron estos estudios los que le valieron a Penrose la gran medalla de oro del Royal Institute of British Architects en 1853 y, años después, el honor de ser designado por el gobierno griego, junto con los arquitectos Dörpfeld y L. Magne, para estudiar los medios de preservar la obra de los arquitectos Ictino y Calícrates y del escultor Fidias. Falleció el 15 de febrero de 1903 en Colebyfield, Wimbledon.